# ترافيس هاربر
ترافيس هاربر (بالإنجليزية: Travis Harper)‏ هو لاعب كرة قاعدة أمريكي، ولد في 21 مايو 1976 في هاريسونبورغ في الولايات المتحدة.

## وصلات خارجية
- ترافيس هاربر على موقعبيزبول رفرنس.كوم (الدوري الرئيسي) (الإنجليزية)